# Ryan Merriman
Ryan Earl Merriman (Choctaw, 10 aprile 1983) è un attore statunitense.

## Biografia

### Carriera
Ha iniziato la sua carriera da attore ancora bambino, nel corso degli anni novanta, prendendo parte, benché giovanissimo, a numerose produzioni cinematografiche quali Pat, la mamma virtuale (1999), Lansky - Un cervello al servizio della mafia (1999), Folletti si nasce (2001), Un figlio pericoloso (2001), oltre ad essere apparso in molte puntate della serie televisiva Jarod il camaleonte, nella miniserie televisiva Taken ed aver partecipato come Guest star a Smallville.
In questo stesso periodo di tempo Merriman si è dedicato alla lavorazione di film horror quali 
Halloween - La resurrezione (2002), The Ring 2 (2005) e Final Destination 3 (2006).
In giovane età, ha ottenuto numerose vittorie e candidature di diversi premi.

### Vita privata
Nel 2004 Merriman si è unito in matrimonio con Micol Duncan, la sua ragazza alle scuole superiori, concluso con il divorzio. Il 5 settembre 2014 sposa Kristen McMullen.

## Filmografia

### Cinema
- In fondo al cuore (The Deep End of the Ocean), regia di Ulu Grosbard (1999)
- Lansky - Un cervello al servizio della mafia (Lansky), regia di John McNaughton (1999)
- Just Looking, regia di Jason Alexander (1999)
- Halloween: la resurrezione (Halloween: Resurrection), regia di Rick Rosenthal (2002)
- Spin, regia di James Redford (2003)
- Rings, regia di Jonathan Liebesman – cortometraggio (2005)
- The Ring 2, regia di Hideo Nakata (2005)
- Final Destination 3, regia di James Wong (2006)
- Home of the Giants, regia di Rusty Gorman (2007)
- Wild Cherry, regia di Dana Lustig (2009)
- La vittoria di Luke - The 5th Quarter (The 5th Quarter), regia di Rick Bieber (2010)
- Shooting for Something Else, regia di Hunter G. Williams e Scott Michael Campbell – cortometraggio (2011)
- Tomorrow's End, regia di Hunter G. Williams, Scott Michael Campbell e Ryan O'Corrigan (2011)
- My Hometown, regia di Joel A. Greenberg (2011) uscito in home video
- Cheesecake Casserole, regia di Renji Philip (2012)
- Attack of the 50 Foot Cheerleader, regia di Kevin O'Neill (2012)
- Dose of Reality, regia di Christopher Glatis (2013)
- 42 - La vera storia di una leggenda americana (42), regia di Brian Helgeland (2013)
- The Last Rescue, regia di Eric Colley (2015)
- Clandestine Dynasty, regia di Mayon Denton e Bryan Lugo – cortometraggio (2016)
- Fortune Cookie, regia di Rob Pallatina (2016)
- The Congressman, regia di Jared Martin e Robert Mrazek) (2016)
- A Sunday Horse, regia di Vic Armstrong (2016)
- Domain, regia di Nathaniel Atcheson (2016)
- 2 anni d'amore (2 Years of Love), regia di Thadd Turner (2017)
- Distortion, regia di Mayon Denton (2017)
- The Jurassic Games, regia di Ryan Bellgardt (2018)
- Sunny Daze, regia di Jason Wiles (2019)
- Portal, regia di Dean Alioto (2019)
- Robot Riot, regia di Ryan Staples Scott (2020)
- Diamond Rose, regia di Thadd Turner (2021)

### Televisione
- The Mommies – serie TV, 30 episodi (1993-1995)
- Il cliente (The Client) – serie TV, 1 episodio (1995)
- Everything That Rises, regia di Dennis Quaid – film TV (1998)
- Un nuovo inizio (Night Ride Home), regia di Glenn Jordan – film TV (1999)
- Lansky - Un cervello al servizio della mafia (Lansky), regia di John McNaughton – film TV (1999)
- Pat, la mamma virtuale (Smart House), regia di LeVar Burton – film TV (1999)
- Jarod il camaleonte (The Pretender) – serie TV, 50 episodi (1996-2000)
- Progetto Mercury (Rocket's Red Glare), regia di Chris Bremble – film TV (2000)
- Folletti si nasce (The Luck of the Irish), regia di Paul Hoen – film TV (2001)
- Il tocco di un angelo (Touched by an Angel) – serie TV, 1 episodio (2001)
- Un figlio pericoloso (Dangerous Child), regia di Graeme Campbell – film TV (2001)
- Vicky e i delfini (A Ring of Endless Light), regia di Greg Beeman – film TV (2002)
- Taken – miniserie TV, 1 episodio  (2002)
- Smallville – serie TV, 1 episodio (2004)
- Veritas: The Quest – serie TV, 13 episodi (2003-2004)
- The Colt, regia di Yelena Lanskaya – film TV (2005)
- Gioco letale (Backwoods), regia di Martin Jay Weiss – film TV (2008)
- Comanche Moon, regia di Simon Wincer – miniserie TV (2008)
- Elevator Girl, regia di Bradford May – film TV (2010)
- Hawaii Five-0 – serie TV, 1 episodio (2012)
- Independence Daysaster - La nuova minaccia (Independence Daysaster), regia di W.D. Hogan – film TV (2013)
- Pretty Little Liars – serie TV, 16 episodi (2010-2014)
- Ballers – serie TV, episodio 1x00 (2015)
- Una proposta quasi perfetta (How Not to Propose), regia di Bradford May – film TV (2015)
- Confessions of a Hollywood Bartender – serie TV, 1 episodio (2016)
- In the Rough – serie TV, 7 episodi (2017)
- Come in un film di Natale (A Christmas Movie Christmas), regia di Brian Herzlinger – film TV (2019)

## Doppiatori italiani
Nelle versioni in italiano delle opere in cui ha recitato, Ryan Merriman è stato doppiato da:
- Davide Perino in In fondo al cuore, Halloween: la resurrezione, Veritas: The Quest, Final Destination 3, La vittoria di Luke - The 5th Quarter
- Marco Vivio in The Ring 2, Comanche Moon
- Domitilla D'Amico in Jarod il camaleonte
- Flavio Aquilone in Lansky - Un cervello al servizio della mafia
- Simone Crisari in Folletti si nasce
- Simone D'Andrea in Vicky e i delfini
- Gabriele Lopez in Smallville
- Alessandro Quarta in Taken
- Gabriele Sabatini in Pretty Little Liars
- Maurizio Merluzzo in The Jurassic Games
- Davide Garbolino in Lansky - Un cervello al servizio della mafia (ridoppiaggio)